# Somosaguas Centro
Somosaguas Centro è una stazione della linea ML2 della rete tranviaria di Madrid.
Si trova presso la Carretera de Carabanchel a Pozuelo (M-502) nel comune di Pozuelo de Alarcón, in prossimità del centro commerciale Zoco de Pozuelo e al Parque empresarial La Finca.

## Storia
È stata inaugurata il 27 luglio 2007 insieme al primo tratto della linea.